# Ядгаров, Дамир Салихович
Дами́р Са́лихович Ядга́ров (узб. Damir Solihovich Yodgorov; 18 февраля 1937, Шафиркан, Шафирканский район, Узбекская ССР, СССР — 4 июля 2025) — советский и узбекский государственный, партийный и общественный деятель. Председатель Совета министров Каракалпакской АССР (1985—1988). Первый секретарь Бухарского обкома КП Узбекистана (1988—1991). Хоким Бухарской области (1992—1994). Кандидат экономических наук (1989).

## Биография
Родился в семье агронома и сельского учителя Салиха Ядгарова вторым ребёнком (из пяти).

### Образование
В 1960 году окончил Ташкентский сельскохозяйственный институт.
В 1989 году в Академии наук Узбекской ССР защитил диссертацию на соискание учёной степени кандидата экономических наук. Тема диссертации: «Экономическая эффективность использования основных производственных фондов и пути её повышения в совхозах: на материалах хозяйств Каракалпакской АССР».

### Трудовая деятельность
С 1959 года на комсомольской и партийной работе (с 1960 года — член КПСС): секретарь комитета комсомола института, заместитель заведующего отделом Бухарского областного комитета ЛКСМ Уз, инструктор Бухарского обкома КП Узбекистана (1961—1962), инструктор ЦК КП Узбекистана (1962).
С 1962 по 1967 годы — секретарь ЦК ЛКСМ Уз. Руководитель штаба ЦК комсомола по эвакуации детей после ташкентского землетрясения. Более 30 тысяч детей было эвакуировано после бедствия в Ташкенте.
С 1967 по 1978 годы — заведующий отделом и секретарь по сельскому хозяйству Бухарского обкома КП Узбекистана.
В 1978—1984 годы — заместитель начальника Главсредазирсовхозстроя Минводхоза СССР, в 1984—1985 годах — начальник управления «Каракалпакирсовхозстрой».
С августа 1985 по октябрь 1988 года — председатель Совета Министров Каракалпакской АССР. Делегат XIX Всесоюзной конференции КПСС.
С октября 1988 по сентябрь 1991 года — первый секретарь Бухарского обкома КП Узбекистана, одновременно с 1990 по 1991 годы — председатель Бухарского областного Совета.
Делегат XXVIII съезда КПСС (1990). Член ЦК КПСС с 1990 по 1991 год. Народный депутат СССР от Бухарского национально-территориального избирательного округа № 100 Узбекской ССР (1989—1991) Входил в состав комиссии по доработке Закона СССР о конституционном надзоре в СССР.
С января 1992 по март 1994 года — хоким (губернатор) Бухарской области.
В период с 1988 по 1994 год в Бухарской области произошёл ряд позитивных изменений, значительно повысивших качество жизни людей и поднявших уровень развития экономики области на новый уровень:
— учреждён Бухарский Государственный Медицинский Институт
— начато строительство Бухарского нефтеперерабатывающего завода
— построен Магистральный водовод Дамходжа-Навои-Бухара, обеспечивший население области и областного центра питьевой водой
— восстановлен исторический и религиозный памятник мавзолей Баховаддина Накшбандий
Дамир Ядгаров скончался 4 июля 2025 года в возрасте 88 лет после продолжительной болезни.

## Семья
Отец — Салих Салимович Ядгаров, мать — Хафиза Абдурахмановна Ядгарова (Хамидова), супруга — Клара Ташметовна Ядгарова (Саибова). Дети: Гульбахор (род. 1960), Рустам (1962—2022), Тимур (род. 1973).

## Избранные труды
- Ядгаров Д. С. Научные основы ведения сельского хозяйства в Бухарской области (на узбекском языке) (группа авторов), Институт хлопководства — Бухара, 1998. — 165 с.
- Ядгаров Д. С. Люцерна в системе севооборотов и в улучшении засоленных земель (на узбекском языке) (в соавторстве с Икромовой М. Л. и Азимовым С. А.) Институт хлопководства — Бухара, 2006. — 64 с.
- Ядгаров Д. С. Сад хорошего человека. Памяти Салиха Ядгарова, воспоминания современников, — Бухара, 2009. — 92 с.
- Ядгаров Д. С. Творить добро. Наставления потомкам, к 75-летию со дня рождения, Бухара, 2012—293 с.